# Panacea (Florida)
Panacea ist  ein census-designated place (CDP) im Wakulla County im US-Bundesstaat Florida. Das U.S. Census Bureau hat bei der Volkszählung 2020 eine Einwohnerzahl von 735 ermittelt. 

## Geographie
Panacea liegt am Golf von Mexiko, rund 15 Kilometer südlich von Crawfordville sowie etwa 40 Kilometer südlich von Tallahassee. Der CDP wird von der Florida State Road 30 durchquert.

## Demographische Daten
Laut der Volkszählung 2010 verteilten sich die damaligen 816 Einwohner auf 556 Haushalte. 95,3 % der Bevölkerung bezeichneten sich als Weiße, 1,7 % als Afroamerikaner und 0,4 % als Indianer. 0,4 % gaben die Angehörigkeit zu einer anderen Ethnie und 2,2 % zu mehreren Ethnien an. 1,2 % der Bevölkerung bestand aus Hispanics oder Latinos.
Im Jahr 2010 lebten in 27,4 % aller Haushalte Kinder unter 18 Jahren sowie 33,8 % aller Haushalte Personen mit mindestens 65 Jahren. 61,8 % der Haushalte waren Familienhaushalte (bestehend aus verheirateten Paaren mit oder ohne Nachkommen bzw. einem Elternteil mit Nachkomme). Die durchschnittliche Größe eines Haushalts lag bei 2,38 Personen und die durchschnittliche Familiengröße bei 2,99 Personen.
24,2 % der Bevölkerung waren jünger als 20 Jahre, 19,3 % waren 20 bis 39 Jahre alt, 32,2 % waren 40 bis 59 Jahre alt und 24,3 % waren mindestens 60 Jahre alt. Das mittlere Alter betrug 44 Jahre. 54,7 % der Bevölkerung waren männlich und 44,3 % weiblich.
Das durchschnittliche Jahreseinkommen lag bei 18.920 $, dabei lebten 26,1 % der Bevölkerung unter der Armutsgrenze.